# CUEDC2
CUEDC2 (англ. CUE domain containing 2) – білок, який кодується однойменним геном, розташованим у людей на 10-й хромосомі. Довжина поліпептидного ланцюга білка становить 287 амінокислот, а молекулярна маса — 32 009.
| 10         |  | 20         |  | 30         |  | 40         |  | 50         |
| ---------- |  | ---------- |  | ---------- |  | ---------- |  | ---------- |
| MELERIVSAA |  | LLAFVQTHLP |  | EADLSGLDEV |  | IFSYVLGVLE |  | DLGPSGPSEE |
| NFDMEAFTEM |  | MEAYVPGFAH |  | IPRGTIGDMM |  | QKLSGQLSDA |  | RNKENLQPQS |
| SGVQGQVPIS |  | PEPLQRPEML |  | KEETRSSAAA |  | AADTQDEATG |  | AEEELLPGVD |
| VLLEVFPTCS |  | VEQAQWVLAK |  | ARGDLEEAVQ |  | MLVEGKEEGP |  | AAWEGPNQDL |
| PRRLRGPQKD |  | ELKSFILQKY |  | MMVDSAEDQK |  | IHRPMAPKEA |  | PKKLIRYIDN |
| QVVSTKGERF |  | KDVRNPEAEE |  | MKATYINLKP |  | ARKYRFH    |  |            |

A: Аланін

C: Цистеїн

D: Аспарагінова кислота

E: Глутамінова кислота

F: Фенілаланін

G: Гліцин

H: Гістидин

I: Ізолейцин

K: Лізин

L: Лейцин

M: Метіонін

N: Аспарагін

P: Пролін

Q: Глутамін

R: Аргінін

S: Серин

T: Треонін

V: Валін

W: Триптофан

Кодований геном білок за функцією належить до фосфопротеїнів. 
Задіяний у такому біологічному процесі, як убіквітинування білків. 
Локалізований у цитоплазмі, ядрі.